# Kukadło
Kukadło (dawna niem. nazwa Kuckädel) – wieś w Polsce położona w województwie lubuskim, w powiecie krośnieńskim, w gminie Bobrowice.
W latach 1975–1998 miejscowość administracyjnie należała do województwa zielonogórskiego.
17 lutego 1699 urodził się tu Georg Wenzeslaus von Knobelsdorff, architekt i malarz niemiecki.